# Женавлє
Женавлє (словен. Ženavlje) — поселення в общині Горні Петровці, Помурський регіон, Словенія. Висота над рівнем моря: 349,4 м.